# Bassia salsoloides
Bassia salsoloides là loài thực vật có hoa thuộc họ Dền. Loài này được (Fenzl) A.J.Scott mô tả khoa học đầu tiên năm 1978.